# 丰庄镇 (延津县)
丰庄镇，是中华人民共和国河南省新乡市延津县下辖的一个乡镇级行政单位。

## 行政区划
丰庄镇下辖以下地区：
丰庄村、赵庄村、殷庄村、寇庄村、大罗寨村、后王庄村、前王庄村、河道村、侯庄村、飞王村、秦庄村、绳屯村、侯屯村、席村、桑村、李皮寨村、高寨村、南皮村和路庄村。